# Главный судья суда казначейства
Главный барон казначейства — первый «барон» (то есть, судья) английского Суда казначейства. «В отсутствии обоих: Казначея казначейства или первого лорда, и канцлера казначейства, он председательствует в Суде справедливости и отвечает у барьера, то есть высказывается от имени суда.» Практически, он занимает важнейший пост в Суде казначейства.
Главный барон (шеф-барон) вместе с тремя пъюни-баронами, заседает в суде общего права, заслушивает иски в суде справедливости, и разрешает финансовые споры. К пъюни-баронам обращаются Мистер Барон такой-то и к главному бароны Лорд Шеф Барон такой-то.
С 1550—1579, появилось большое различие между главным бароном и вторым, третьим и четвёртым пъюни-баронами. Различия касались социального статуса и образования. Все главные бароны стажировались как адвокаты в иннах. За исключением Генри Брэдшоу и сера Клемента Хайэма, они оба барристеры права, все главные бароны при Елизавета I, получали высокий и престижный ранг сержантов права.

## Главные бароны суда казначейства
- 1331 Генри ле Скруп
- 1362 Уильям де Скипвит
- 1423 Сэр Джон Джайн
- 1483 Хамфри Старки
- 1486 Уильям Ходи
- 1526 Сэр Ричард Брок
- 1529 Сэр Ричард Листер
- 1545 Сэр Роджер Чолмели
- 1552 Генри Брэдшоу эсквайр
- 1553 Дэвид Брук
- 1558 Сэр Клемента Хайэм
- 1559 Сэр Эдвард Сондерс
- 1577 Сэр Роберт Белл
- 1577 Сэр Джон Джеффери
- 1578 Сэр Роджер Мэнвуд
- 1593 Сэр Уильям Пэрьем
- 1604 Сэр Томас Флеминг
- 1607 Сэр Лоуренс Танфилд
- 1625 Сэр Джон Уолтер
- 1631 Сэр Хамфри Давенпорт
- 1645 Сэр Ричард Лэйн
- 1648 Джон Вайлд
- 1655 Уильям Стил — назначен Лордом-канцлером Ирландии в 1656[2]
- 1658 Сэр Томас Widdrington
- 1660 Джон Вайлд
- 1660 Сэр Орландо Бриджман
- 1660 Сэр Мэтью Хейл
- 1671 Сэр Эдвард Тарнор
- 1676 Сэр Уильям Монтегю
- 1686 Сэр Эдвард Аткинс
- 1689 Сэр Роберт Аткинс
- 1695 Сэр Эдвард Вард
- 1714 Сэр Самуэль Додд
- 1716 Сэр Томас Бари
- 1722 Сэр Джэймс Монтегю
- 1723 Сэр Роберт Э
- 1725 Сэр Джеффри Гилберт
- 1726 Сэр Томас Пенджелли
- 1730 Сэр Джэймс Рейнольдс младший
- 1738 Сэр Джон Коминс
- 1740 Сэр Эдвард Пробин
- 1742 Сэр Томас Паркер
- 1772 Сэр Сидни Смит
- 1777 Сэр Джон Скиннер
- 1787 Сэр Джэймс Э
- 1793 Сэр Арчибальд Макдональд
- 1813 Сэр Викари Гиббс
- 1814 Сэр Александр Томсон
- 1817 Сэр Ричард Ричардс
- 1824 Сэр Уильям Александр
- 1831 Лорд Линдхаст
- 1834 Сэр Джэймс Скарлетт
- 1844 Сэр Фредерик Поллок
- 1866 Сэр Фицрой Келли